# Bufalaga
La bufalaga o bufalaga tintòria és una espècie de planta amb flor de la família de les timeleàcies.
És un arbust de 20 a 50 cm d'alçada, de color grisenc, amb les tiges noves pubescents i amb les branques amb cicatrius molt marcades i prominents.
Les fulles són d'1 a 5 cm de llargada, de forma ovada, corbada i estreta. Mesuren entre 2 i 3 mm de gruix i quan són joves són peludes.
La floració té lloc entre els mesos de gener i març. Les flors són grogoses, molt petites, amb el periant de 2 a 7 mm.
Creix a la brolla de romaní, especialment en les contrades més seques de clima mediterrani, en llocs amb hivern relativament fred i estiu calorós.
És una planta dioica: hi ha peus de flors masculines (només amb estams) i de flors femenines (amb pistils).
Antigament, s'utilitzava el suc de la planta per a tenyir teixits.